# طويقان أزرق الخطوط
طويقان أزرق الخطوط (الاسم العلمي: Aulacorhynchus coeruleicinctis) (بالإنجليزية: Blue-banded Toucanet)‏ هو نوع من الطيور يتبع جنس الطويقان الأخضر من الفصيلة الطوقانية.